# Opisa tridentata
Opisa tridentata is een vlokreeftensoort uit de familie van de Opisidae. De wetenschappelijke naam van de soort is voor het eerst geldig gepubliceerd in 1963 door Hurley.